# Nước về Bắc Hưng Hải
Nước về Bắc Hưng Hải là một bộ phim tài liệu Việt Nam do Nghệ sĩ nhân dân Bùi Đình Hạc đạo diễn. Bộ phim do Xưởng phim Việt Nam (nay là Hãng phim truyện Việt Nam) sản xuất và ra mắt vào năm 1959. Không chỉ chiến thắng Bông sen vàng tại Liên hoan phim Việt Nam, bộ phim còn giành được giải thưởng quốc tế đầu tiên cho Điện ảnh Việt Nam.

## Nội dung
Bộ phim ghi lại quá trình xây dựng hệ thống thủy lợi Bắc Hưng Hải để đưa nước sông Hồng đến các tỉnh Bắc Ninh, Hưng Yên và Hải Dương. Đây là sự kiện xây dựng công trình đại thủy nông đầu tiên ở miền Bắc Việt Nam sau khi được tái lập hòa bình vào năm 1954. Bộ phim làm bật lên sức lao động của con người và khả năng cải tạo thiên nhiên.

## Sản xuất
Nghệ sĩ nhân dân Bùi Đình Hạc là người đảm nhận cả vai trò biên kịch và đạo diễn cho Nước về Bắc Hưng Hải. Quay chính cho bộ phim là 2 Nghệ sĩ nhân dân Nguyễn Hồng Sến, Nguyễn Ngọc Quỳnh và Vũ Sơn. Vừa ra trường một thời gian ngắn, Hồng Sến đã được cử đi quay bộ phim tài liệu này cùng Ngọc Quỳnh và Vũ Sơn; đây cũng là bộ phim tài liệu đầu tay của ông. Lúc bấy giờ, địa điểm quay phim là một công trình thủy lợi rất lớn, thu hút hàng vạn người chủ yếu là lao động thủ công. Trong quá trình quay phim, Hồng Sến đã trực tiếp tham gia vào các công việc tại công trường để có thể tìm ra những góc máy phù hợp, thu được khung cảnh toàn trường.

## Đón nhận và đánh giá
Bộ phim Nước về Bắc Hưng Hải được xem là bộ phim tiêu biểu cho thời kỳ xây dựng đời sống và kinh tế ở miền Bắc Việt Nam sau khi được tái lập hòa bình. Không chỉ vậy, bộ phim còn trở thành một cột mốc quan trọng cho Điện ảnh Việt Nam khi giành chiến thắng tại Liên hoan phim quốc tế Moskva, mang về cho Việt Nam giải thưởng điện ảnh quốc tế đầu tiên. Trong buổi họp báo kết thúc liên hoan phim, Chủ tịch Ban giám khảo phim tài liệu là đạo diễn nổi tiếng người Hà Lan Joris Ivens đã nhận xét về bộ phim: "Sức lực con người, với những phương tiện thô sơ, với một nhiệt tình hăng say lao động chưa từng có, được phản ánh chân thực ở trong phim đã chinh phục Ban giám khảo. Với những lý do đó, bộ phim xứng đáng đoạt giải Vàng". Cũng trong liên hoan phim này, một ủy viên ban giám khảo khác là đạo diễn Paul Paviot đã nhận xét về bộ phim:
| “              | Nước về Bắc Hưng Hải là bộ phim lộng lẫy. Tại Đại hội Liên hoan, chúng tôi đã xem gần 70 bộ phim tài liệu, trong đó có 15 bộ nói về các công trình xây dựng kênh đập, nhưng tất cả chúng tôi đều nhất trí đó là bộ phim hay nhất. Bộ phim Việt Nam được chú ý trước tiên là do nó có một sắc thái dân tộc rõ nét. Nó phản ánh lao động anh dũng của hàng vạn nhân dân Việt Nam đang ra sắc biến đổi nước nhà. Chúng tôi muốn ví lao động anh hùng của nhân dân Việt Nam với lao động của những con người đã sáng tạo ra những kỳ công của Kim tự tháp ở Ai Cập. Giá trị thứ hai của cuốn phim là với một sức mạnh đặc biệt, nó nêu bật được những nét tình cảm và tế nhị của dân tộc Việt Nam... | ” |
| — Paul Paviot, | |   |

Từ nửa cuối thập niên 50 của thế kỷ 20, việc Nước về Bắc Hưng Hải chiến thắng tại một đại hội liên hoan phim quốc tế lớn đã góp phần khiến nền điện ảnh Việt Nam được biết đến như một nền nghệ thuật. Trong giai đoạn 1954–1975, đây được xem là một trong các bộ phim tài liệu tiêu biểu của Việt Nam. Năm 2007, đạo diễn Bùi Đình Hạc đã được trao Giải thưởng Hồ Chí Minh về văn học nghệ thuật trong đợt trao giải thứ 3 nhờ 5 bộ phim tài liệu và 2 phim truyện nhựa, trong đó có Nước về Bắc Hưng Hải.

## Chuyện bên lề
Theo hồi ký của đạo diễn Đặng Nhật Minh, đoàn đại biểu của Việt Nam tham dự Liên hoan phim quốc tế Moskva đã hoàn toàn bất ngờ khi được xướng tên trong một hạng mục giải thưởng. Người đại diện đoàn Việt Nam lên nhận giải thưởng là Cục trưởng Cục Điện ảnh lúc bấy giờ, Trần Đức Hinh. Sau khi Đại sứ tại Liên Xô báo tin về Việt Nam đã nhận được chỉ thị yêu cầu Cục trưởng Trần Đức Hinh và nhà quay phim Nguyễn Đắc đem giải Vàng về nước ngay. Trần Đức Hinh và Trần Đắc đã ngay lập tức đáp chuyến bay về nước, còn đạo diễn Đặng Nhật Minh về sau bằng tàu hỏa.

## Giải thưởng và đề cử
| Năm  | Lễ trao giải                            | Hạng mục      | Kết quả         | Nguồn         |
| ---- | --------------------------------------- | ------------- | --------------- | ------------- |
| 1959 | Liên hoan phim quốc tế Moskva lần thứ 1 | Phim tài liệu | Huy chương vàng | [ 18 ] [ 19 ] |
| 1973 | Liên hoan phim Việt Nam lần thứ 2       | Phim tài liệu | Bông sen vàng   | [ 20 ]        |